# Frank Lobos
Frank Lobos, född 25 september 1976, är en chilensk tidigare fotbollsspelare.
I april 1995 blev han uttagen i Chiles trupp till U20-världsmästerskapet 1995.